# Janeane Garofalo
Jane Anne "Janeane" Garofalo (født 28. september 1964 i Newton, New Jersey i USA) er en amerikansk skuespillerinde, stand-up-komiker og politisk aktivist.
Hun kom sammen med Ben Stiller i 1990 og hendes første optræden på tv var i hans kortvarige program The Ben Stiller Show fra 1992. Hun var fast rollemedlem i serien sammen med skuespillerne Bob Odenkirk, Andy Dick og David Cross.

## Filmografi

### Film
- Late for Dinner (1991)
- That's What Women Want (1992)
- Reality Bites (1994)
- Bye Bye Love (1995)
- I Shot a Man in Vegas (1995)
- Coldblooded (1995)
- Now and Then (1995)
- Sweethearts (1996)
- The Truth About Cats & Dogs (1996) (Abbey Barnes)
- Hybridmanden (1996)
- Larger Than Life (1996)
- Touch (1997)
- Romy and Michele's High School Reunion (1997) (Heather Mooney)
- The MatchMaker (1997) (Marcy Tizard)
- Cop Land (1997)
- Clay Pigeons (1998)
- Kiki's Delivery Service (1998) (voice)
- Thick as Thieves (1998)
- Permanent Midnight (1998)
- Half Baked (1998)
- The Thin Pink Line (1998)
- The Bumblebee Flies Anyway (1999)
- Torrance Rises (1999)
- Can't Stop Dancing (1999)
- Mystery Men (1999) (The Bowler)
- Dogma (1999)
- The Independent (1999)
- 200 Cigarettes (1999)
- The Minus Man (1999)
- Dog Park (2000)
- Steal This Movie! (2000) (Anita Hoffman)
- Titan A.E. (2000) (voice)
- The Adventures of Rocky and Bullwinkle (2000)
- What Planet Are You From? (2000)
- The Laramie Project (2001)
- The Search for John Gissing (2001)
- Wet Hot American Summer (2001) (Beth)
- Martin & Orloff (2002)
- Big Trouble (2002)
- Manhood (Showtime; 2003)
- Wonderland (2003)
- Nobody Knows Anything! (2003)
- Jiminy Glick in Lalawood (2004)
- Duane Hopwood (2005)
- Nadine in Date Land, Oxygen Network; (2005) (Nadine Barnes)
- Stay (2005) (Dr. Beth Levy)
- Southland Tales (2005)
- The Wild (2006) (stemme)
- Ratatouille (2007) (stemme)
- The Ten (2007)
- Girl's Best Friend (2008)
- Labor Pains (Tv-film, 2009)

### Kortfilm
- Suspicious (1994)
- "Angel Mine" (1996 musikvideo)
- The Cherry Picker (2000)
- Housekeeping (2001)
- Junebug and Hurricane (2004)

### Dokumentarer
- New York: A Documentary Film (1999)
- Outlaw Comic: The Censoring of Bill Hicks (2003)
- Dangerous Living: Coming Out In The Developing World (2003)
- Gigantic (A Tale of Two Johns) (2003)
- Left of the Dial (2005), HBO